# Impermeabilização do solo

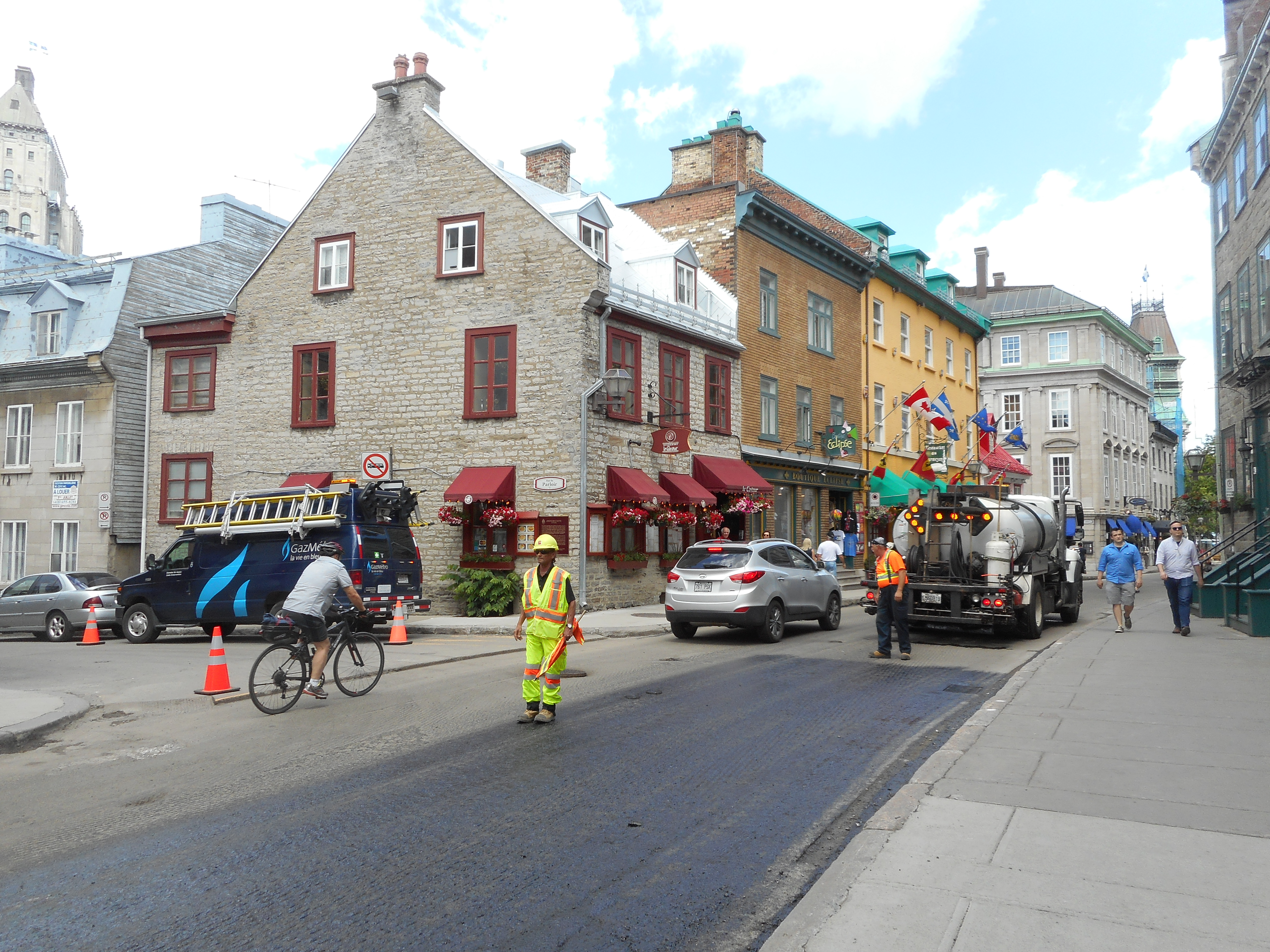
Aplicação de asfalto em rua da cidade de Quebec. O asfalto é um elementos que costumam impermeabilizar os solos das cidades.

A impermeabilização do solo significa perda da capacidade de absorção da água pelo solo. Este processo acontece principalmente nas cidades, em razão do asfaltamento, calçamento de ruas e calçadas, da própria construção de edificações e da cimentação dos quintais e jardins das casas. Forma-se, assim, uma espécie de capa sobre o solo, impedindo que a água seja absorvida.

## Descrição
Assim, nas áreas urbanas, como a água não é adequadamente absorvida pelo solo e a rede de drenagem pluvial é, muitas vezes, insuficiente ou está obstruída, ocorre que, em dias de chuva intensa ou prolongada, as águas correm pelo solo impermeabilizado, e a enxurrada vai descendo desde as partes altas, até encontrar terrenos permeáveis - o que pode acontecer nas várzeas dos rios.
Se as várzeas também estiverem impermeabilizadas, as águas acabam chegando à calha dos rios. Se as águas chegam  aos rios em volume superior ao da sua capacidade natural de escoamento (ver vazão), isto é, se a calha dos rios não for suficientemente larga ou profunda, o nível das águas fluviais aumenta, podendo ocorrer um extravasamento, com alagamento das várzeas impermeabilizadas e, gradativamente, a inundação de áreas próximas, causando uma enchente.